# 入中論
《入中論》（梵文: Madhyamakāvatāra śāstra)，由月稱論師所著中觀應成派名著，以《華嚴經》中十地為骨架，宣揚龍樹菩薩等中觀師之空義，以破除唯識師所認為阿賴耶識具有的唯識三性。被藏傳佛教選入僧人必讀的五部大論之一。

## 思想特點
藏傳佛教格魯派創始者宗喀巴認為《入中論》與其代表的中觀應成派和其他佛教學者思想有八大不同之處，稱之為八難題，

于境時分的名言中亦不許有自相(1)及阿賴耶識(2)，而許有外境(3)。于道時分中不許自續(4)及自証分(5)，為通達真實性之方便而許二障之安立法(6)及許聲聞、獨覺亦須通達法無自性之道理(7)。于果時分中許佛盡所有智之理(8)。共計所許有四種，不許有四種。

## 譯本以及註解
- Padmakara Translation Group (2002). Introduction to the Middle Way (Candrakirti's Madhyamakāvatāra with Mipham Rinpoche's Commentary). Shambhala
- 月稱，《入中論》及 《入中論自釋》，法尊譯。
- 宗喀巴，《入中論善顯密意疏》，法尊譯。
- 演培，《入中论颂讲记》。
- 益西彭措堪布，《入中论日光疏》。

## 引用資料
1. ↑  
班班多杰譯〈聽宗喀巴大師講八難題備忘記錄〉（收錄於《世界宗教研究》1983年第4期p.37）